# Kvalspelet till världsmästerskapet i fotboll 1970 (Conmebol)
Kvalspelet till världsmästerskapet i fotboll 1970 (CONMEBOL) är de kvalomgångar som avgör vilka tre sydamerikanska landslag som lyckas kvala in till VM 1970 i Mexiko. Kvalserien bestod av totalt tio lag från Sydamerikanska fotbollsfederationen, och spelades under perioden 6 juli-31 augusti 1969. Brasilien, Peru och Uruguay vann sina respektive grupper och blev därmed kvalificerade till huvudmästerskapet.

## Resultat

### Grupp 1
| Nr | Lag       | S | V | O | F | GM | IM | MS | P |
| -- | --------- | - | - | - | - | -- | -- | -- | - |
| 1  | Peru      | 4 | 2 | 1 | 1 | 7  | 4  | +3 | 5 |
| 2  | Bolivia   | 4 | 2 | 0 | 2 | 5  | 6  | −1 | 4 |
| 3  | Argentina | 4 | 1 | 1 | 2 | 4  | 6  | −2 | 3 |

|  | 27 juli 1969 | Bolivia                            | 3 – 1   | Argentina    | Estadio Hernando Siles                                     |                                                            |
|  |              | J. Díaz 18′ Blacut 51′ Álvarez 70′ | (1 – 1) | 43′ Tarabini | La Paz Publik: 21 267 Domare: Hugo Sosa Miranda (Paraguay) | La Paz Publik: 21 267 Domare: Hugo Sosa Miranda (Paraguay) |
|  |              |                                    |         |              | La Paz Publik: 21 267 Domare: Hugo Sosa Miranda (Paraguay) | La Paz Publik: 21 267 Domare: Hugo Sosa Miranda (Paraguay) |
|  |              |                                    |         |              | La Paz Publik: 21 267 Domare: Hugo Sosa Miranda (Paraguay) | La Paz Publik: 21 267 Domare: Hugo Sosa Miranda (Paraguay) |

|  | 3 augusti 1969 | Peru     | 1 – 0   | Argentina | Estadio Nacional del Perú                                       |                                                                 |
|  |                | León 52′ | (0 – 0) |           | Lima Publik: 43 147 Domare: Aírton Vieira de Moraes (Brasilien) | Lima Publik: 43 147 Domare: Aírton Vieira de Moraes (Brasilien) |
|  |                |          |         |           | Lima Publik: 43 147 Domare: Aírton Vieira de Moraes (Brasilien) | Lima Publik: 43 147 Domare: Aírton Vieira de Moraes (Brasilien) |
|  |                |          |         |           | Lima Publik: 43 147 Domare: Aírton Vieira de Moraes (Brasilien) | Lima Publik: 43 147 Domare: Aírton Vieira de Moraes (Brasilien) |

|  | 10 augusti 1969 | Bolivia                          | 2 – 1   | Peru       | Estadio Hernando Siles                                     |                                                            |
|  |                 | Álvarez 69′ Chumpitaz 80′ (sjm.) | (0 – 0) | 51′ Challe | La Paz Publik: 20 670 Domare: Sergio Chechelev (Venezuela) | La Paz Publik: 20 670 Domare: Sergio Chechelev (Venezuela) |
|  |                 |                                  |         |            | La Paz Publik: 20 670 Domare: Sergio Chechelev (Venezuela) | La Paz Publik: 20 670 Domare: Sergio Chechelev (Venezuela) |
|  |                 |                                  |         |            | La Paz Publik: 20 670 Domare: Sergio Chechelev (Venezuela) | La Paz Publik: 20 670 Domare: Sergio Chechelev (Venezuela) |

|  | 17 augusti 1969 | Peru                                         | 3 – 0   | Bolivia | Estadio Nacional del Perú                                          |                                                                    |
|  |                 | Cubillas 36′ Cruzado 40′ (str.) Gallardo 58′ | (2 – 0) |         | Lima Publik: 43 148 Domare: Guillermo Velásquez Ramírez (Colombia) | Lima Publik: 43 148 Domare: Guillermo Velásquez Ramírez (Colombia) |
|  |                 |                                              |         |         | Lima Publik: 43 148 Domare: Guillermo Velásquez Ramírez (Colombia) | Lima Publik: 43 148 Domare: Guillermo Velásquez Ramírez (Colombia) |
|  |                 |                                              |         |         | Lima Publik: 43 148 Domare: Guillermo Velásquez Ramírez (Colombia) | Lima Publik: 43 148 Domare: Guillermo Velásquez Ramírez (Colombia) |

|  | 24 augusti 1969 | Argentina           | 1 – 0   | Bolivia | La Bombonera                                                     |                                                                  |
|  |                 | Albrecht 51′ (str.) | (0 – 0) |         | Buenos Aires Publik: 50 000 Domare: Armando Peña Rocha (Uruguay) | Buenos Aires Publik: 50 000 Domare: Armando Peña Rocha (Uruguay) |
|  |                 |                     |         |         | Buenos Aires Publik: 50 000 Domare: Armando Peña Rocha (Uruguay) | Buenos Aires Publik: 50 000 Domare: Armando Peña Rocha (Uruguay) |
|  |                 |                     |         |         | Buenos Aires Publik: 50 000 Domare: Armando Peña Rocha (Uruguay) | Buenos Aires Publik: 50 000 Domare: Armando Peña Rocha (Uruguay) |

|  | 31 augusti 1969 | Argentina                     | 2 – 2   | Peru             | La Bombonera                                                  |                                                               |
|  |                 | Albrecht 80′ (str.) Rendo 85′ | (0 – 0) | 70′, 81′ Ramírez | Buenos Aires Publik: 53 627 Domare: Rafael Hormazábal (Chile) | Buenos Aires Publik: 53 627 Domare: Rafael Hormazábal (Chile) |
|  |                 |                               |         |                  | Buenos Aires Publik: 53 627 Domare: Rafael Hormazábal (Chile) | Buenos Aires Publik: 53 627 Domare: Rafael Hormazábal (Chile) |
|  |                 |                               |         |                  | Buenos Aires Publik: 53 627 Domare: Rafael Hormazábal (Chile) | Buenos Aires Publik: 53 627 Domare: Rafael Hormazábal (Chile) |

### Grupp 2
| Nr | Lag       | S | V | O | F | GM | IM | MS  | P  |
| -- | --------- | - | - | - | - | -- | -- | --- | -- |
| 1  | Brasilien | 6 | 6 | 0 | 0 | 23 | 2  | +21 | 12 |
| 2  | Paraguay  | 6 | 4 | 0 | 2 | 6  | 5  | +1  | 8  |
| 3  | Colombia  | 6 | 1 | 1 | 4 | 7  | 12 | −5  | 3  |
| 4  | Venezuela | 6 | 0 | 1 | 5 | 1  | 18 | −17 | 1  |

|  | 27 juli 1969 | Colombia                                | 3 – 0   | Venezuela | Estadio Nemesio Camacho                                      |                                                              |
|  |              | J. González 32′, 56′ Segrera 76′ (str.) | (1 – 0) |           | Bogotá Publik: 40 000 Domare: Héctor Ramiro Torres (Ecuador) | Bogotá Publik: 40 000 Domare: Héctor Ramiro Torres (Ecuador) |
|  |              |                                         |         |           | Bogotá Publik: 40 000 Domare: Héctor Ramiro Torres (Ecuador) | Bogotá Publik: 40 000 Domare: Héctor Ramiro Torres (Ecuador) |
|  |              |                                         |         |           | Bogotá Publik: 40 000 Domare: Héctor Ramiro Torres (Ecuador) | Bogotá Publik: 40 000 Domare: Héctor Ramiro Torres (Ecuador) |

|  | 2 augusti 1969 | Venezuela      | 1 – 1   | Colombia   | Estadio Olímpico de la Ciudad Universitaria           |                                                       |
|  |                | L. Mendoza 55′ | (0 – 0) | 61′ Tamayo | Caracas Publik: 20 000 Domare: Oscar Ortubé (Bolivia) | Caracas Publik: 20 000 Domare: Oscar Ortubé (Bolivia) |
|  |                |                |         |            | Caracas Publik: 20 000 Domare: Oscar Ortubé (Bolivia) | Caracas Publik: 20 000 Domare: Oscar Ortubé (Bolivia) |
|  |                |                |         |            | Caracas Publik: 20 000 Domare: Oscar Ortubé (Bolivia) | Caracas Publik: 20 000 Domare: Oscar Ortubé (Bolivia) |

|  | 6 augusti 1969 | Colombia | 0 – 2   | Brasilien       | Estadio Nemesio Camacho                                   |                                                           |
|  |                |          | (0 – 2) | 37′, 44′ Tostão | Bogotá Publik: 51 131 Domare: Alberto Tejada Burga (Peru) | Bogotá Publik: 51 131 Domare: Alberto Tejada Burga (Peru) |
|  |                |          |         |                 | Bogotá Publik: 51 131 Domare: Alberto Tejada Burga (Peru) | Bogotá Publik: 51 131 Domare: Alberto Tejada Burga (Peru) |
|  |                |          |         |                 | Bogotá Publik: 51 131 Domare: Alberto Tejada Burga (Peru) | Bogotá Publik: 51 131 Domare: Alberto Tejada Burga (Peru) |

|  | 6 augusti 1969 | Venezuela | 0 – 2   | Paraguay           | Estadio Olímpico de la Ciudad Universitaria               |                                                           |
|  |                |           | (0 – 1) | 38′ Rojas 53′ Sosa | Caracas Publik: 9 110 Domare: Jaime Amor Palacios (Chile) | Caracas Publik: 9 110 Domare: Jaime Amor Palacios (Chile) |
|  |                |           |         |                    | Caracas Publik: 9 110 Domare: Jaime Amor Palacios (Chile) | Caracas Publik: 9 110 Domare: Jaime Amor Palacios (Chile) |
|  |                |           |         |                    | Caracas Publik: 9 110 Domare: Jaime Amor Palacios (Chile) | Caracas Publik: 9 110 Domare: Jaime Amor Palacios (Chile) |

|  | 10 augusti 1969 | Colombia | 0 – 1   | Paraguay     | Estadio Nemesio Camacho                              |                                                      |
|  |                 |          | (0 – 0) | 57′ Martínez | Bogotá Publik: 51 049 Domare: Enrique Pedraza (Peru) | Bogotá Publik: 51 049 Domare: Enrique Pedraza (Peru) |
|  |                 |          |         |              | Bogotá Publik: 51 049 Domare: Enrique Pedraza (Peru) | Bogotá Publik: 51 049 Domare: Enrique Pedraza (Peru) |
|  |                 |          |         |              | Bogotá Publik: 51 049 Domare: Enrique Pedraza (Peru) | Bogotá Publik: 51 049 Domare: Enrique Pedraza (Peru) |

|  | 10 augusti 1969 | Venezuela | 0 – 5   | Brasilien                          | Estadio Olímpico de la Ciudad Universitaria             |                                                         |
|  |                 |           | (0 – 0) | 60′, 73′, 76′ Tostão 71′, 78′ Pelé | Caracas Publik: 30 063 Domare: Eduardo Rendón (Ecuador) | Caracas Publik: 30 063 Domare: Eduardo Rendón (Ecuador) |
|  |                 |           |         |                                    | Caracas Publik: 30 063 Domare: Eduardo Rendón (Ecuador) | Caracas Publik: 30 063 Domare: Eduardo Rendón (Ecuador) |
|  |                 |           |         |                                    | Caracas Publik: 30 063 Domare: Eduardo Rendón (Ecuador) | Caracas Publik: 30 063 Domare: Eduardo Rendón (Ecuador) |

|  | 17 augusti 1969 | Paraguay | 0 – 3   | BRA                                         | Estadio Defensores del Chaco                             |                                                          |
|  |                 |          | (0 – 0) | 70′ (sjm.) V. Mendoza 81′ Jairzinho 90′ Edu | Asunción Publik: 44 880 Domare: Domingos Massaro (Chile) | Asunción Publik: 44 880 Domare: Domingos Massaro (Chile) |
|  |                 |          |         |                                             | Asunción Publik: 44 880 Domare: Domingos Massaro (Chile) | Asunción Publik: 44 880 Domare: Domingos Massaro (Chile) |
|  |                 |          |         |                                             | Asunción Publik: 44 880 Domare: Domingos Massaro (Chile) | Asunción Publik: 44 880 Domare: Domingos Massaro (Chile) |

|  | 21 augusti 1969 | Brasilien                                                   | 6 – 2   | Colombia             | Maracanã                                                                |                                                                         |
|  |                 | Tostão 17′, 41′ Edu 47′ Pelé 60′ Rivelino 86′ Jairzinho 87′ | (2 – 1) | 20′ Mesa 89′ Ramírez | Rio de Janeiro Publik: 94 977 Domare: Miguel Ángel Comesaña (Argentina) | Rio de Janeiro Publik: 94 977 Domare: Miguel Ángel Comesaña (Argentina) |
|  |                 |                                                             |         |                      | Rio de Janeiro Publik: 94 977 Domare: Miguel Ángel Comesaña (Argentina) | Rio de Janeiro Publik: 94 977 Domare: Miguel Ángel Comesaña (Argentina) |
|  |                 |                                                             |         |                      | Rio de Janeiro Publik: 94 977 Domare: Miguel Ángel Comesaña (Argentina) | Rio de Janeiro Publik: 94 977 Domare: Miguel Ángel Comesaña (Argentina) |

|  | 21 augusti 1969 | Paraguay    | 1 – 0   | Venezuela | Estadio Defensores del Chaco                                      |                                                                   |
|  |                 | Giménez 11′ | (1 – 0) |           | Asunción Publik: 11 509 Domare: Alejandro Otero Campana (Uruguay) | Asunción Publik: 11 509 Domare: Alejandro Otero Campana (Uruguay) |
|  |                 |             |         |           | Asunción Publik: 11 509 Domare: Alejandro Otero Campana (Uruguay) | Asunción Publik: 11 509 Domare: Alejandro Otero Campana (Uruguay) |
|  |                 |             |         |           | Asunción Publik: 11 509 Domare: Alejandro Otero Campana (Uruguay) | Asunción Publik: 11 509 Domare: Alejandro Otero Campana (Uruguay) |

|  | 24 augusti 1969 | Brasilien                                       | 6 – 0   | Venezuela | Maracanã                                                      |                                                               |
|  |                 | Tostão 3′, 22′, 24′ Jairzinho 30′ Pelé 45′, 69′ | (5 – 0) |           | Rio de Janeiro Publik: 122 841 Domare: Oscar Ortubé (Bolivia) | Rio de Janeiro Publik: 122 841 Domare: Oscar Ortubé (Bolivia) |
|  |                 |                                                 |         |           | Rio de Janeiro Publik: 122 841 Domare: Oscar Ortubé (Bolivia) | Rio de Janeiro Publik: 122 841 Domare: Oscar Ortubé (Bolivia) |
|  |                 |                                                 |         |           | Rio de Janeiro Publik: 122 841 Domare: Oscar Ortubé (Bolivia) | Rio de Janeiro Publik: 122 841 Domare: Oscar Ortubé (Bolivia) |

|  | 24 augusti 1969 | Paraguay       | 2 – 1   | Colombia           | Estadio Defensores del Chaco                               |                                                            |
|  |                 | Arrúa 38′, 49′ | (1 – 0) | 83′ (str.) Segrera | Asunción Publik: 15 744 Domare: Luis Pestarino (Argentina) | Asunción Publik: 15 744 Domare: Luis Pestarino (Argentina) |
|  |                 |                |         |                    | Asunción Publik: 15 744 Domare: Luis Pestarino (Argentina) | Asunción Publik: 15 744 Domare: Luis Pestarino (Argentina) |
|  |                 |                |         |                    | Asunción Publik: 15 744 Domare: Luis Pestarino (Argentina) | Asunción Publik: 15 744 Domare: Luis Pestarino (Argentina) |

|  | 31 augusti 1969 | Brasilien | 1 – 0   | Paraguay | Maracanã                                                       |                                                                |
|  |                 | Pelé 68′  | (0 – 0) |          | Rio de Janeiro Publik: 183 341 Domare: Ramón Barreto (Uruguay) | Rio de Janeiro Publik: 183 341 Domare: Ramón Barreto (Uruguay) |
|  |                 |           |         |          | Rio de Janeiro Publik: 183 341 Domare: Ramón Barreto (Uruguay) | Rio de Janeiro Publik: 183 341 Domare: Ramón Barreto (Uruguay) |
|  |                 |           |         |          | Rio de Janeiro Publik: 183 341 Domare: Ramón Barreto (Uruguay) | Rio de Janeiro Publik: 183 341 Domare: Ramón Barreto (Uruguay) |

### Grupp 3
| Nr | Lag     | S | V | O | F | GM | IM | MS | P |
| -- | ------- | - | - | - | - | -- | -- | -- | - |
| 1  | Uruguay | 4 | 3 | 1 | 0 | 5  | 0  | +5 | 7 |
| 2  | Chile   | 4 | 1 | 2 | 1 | 5  | 4  | +1 | 4 |
| 3  | Ecuador | 4 | 0 | 1 | 3 | 2  | 8  | −6 | 1 |

|  | 6 juli 1969 | Ecuador | 0 – 2   | Uruguay              | Estadio Modelo                                                    |                                                                   |
|  |             |         | (0 – 1) | 42′ Bareño 60′ Zubía | Guayaquil Publik: 55 783 Domare: Romualdo Arppi Filho (Brasilien) | Guayaquil Publik: 55 783 Domare: Romualdo Arppi Filho (Brasilien) |
|  |             |         |         |                      | Guayaquil Publik: 55 783 Domare: Romualdo Arppi Filho (Brasilien) | Guayaquil Publik: 55 783 Domare: Romualdo Arppi Filho (Brasilien) |
|  |             |         |         |                      | Guayaquil Publik: 55 783 Domare: Romualdo Arppi Filho (Brasilien) | Guayaquil Publik: 55 783 Domare: Romualdo Arppi Filho (Brasilien) |

|  | 13 juli 1969 | Chile | 0 – 0 | Uruguay | Estadio Nacional de Chile                                               |  |
|  |              |       |       |         | Santiago del Chile Publik: 68 882 Domare: Aurelio Bossolino (Argentina) |  |
|  |              |       |       |         |                                                                         |  |
|  |              |       |       |         |                                                                         |  |

|  | 20 juli 1969 | Uruguay     | 1 – 0   | Ecuador | Estadio Centenario                                                |                                                                   |
|  |              | Ancheta 76′ | (0 – 0) |         | Montevideo Publik: 39 387 Domare: Rodolfo Pérez Osorio (Paraguay) | Montevideo Publik: 39 387 Domare: Rodolfo Pérez Osorio (Paraguay) |
|  |              |             |         |         | Montevideo Publik: 39 387 Domare: Rodolfo Pérez Osorio (Paraguay) | Montevideo Publik: 39 387 Domare: Rodolfo Pérez Osorio (Paraguay) |
|  |              |             |         |         | Montevideo Publik: 39 387 Domare: Rodolfo Pérez Osorio (Paraguay) | Montevideo Publik: 39 387 Domare: Rodolfo Pérez Osorio (Paraguay) |

|  | 27 juli 1969 | Chile                             | 4 – 1   | Ecuador    | Estadio Nacional de Chile                                                        |                                                                                  |
|  |              | Olivares 55′, 77′ Valdés 63′, 84′ | (0 – 0) | 88′ Macías | Santiago del Chile Publik: 71 948 Domare: Guillermo Velásquez Ramírez (Colombia) | Santiago del Chile Publik: 71 948 Domare: Guillermo Velásquez Ramírez (Colombia) |
|  |              |                                   |         |            | Santiago del Chile Publik: 71 948 Domare: Guillermo Velásquez Ramírez (Colombia) | Santiago del Chile Publik: 71 948 Domare: Guillermo Velásquez Ramírez (Colombia) |
|  |              |                                   |         |            | Santiago del Chile Publik: 71 948 Domare: Guillermo Velásquez Ramírez (Colombia) | Santiago del Chile Publik: 71 948 Domare: Guillermo Velásquez Ramírez (Colombia) |

|  | 3 augusti 1969 | Ecuador       | 1 – 1   | Chile        | Estadio Modelo                                                |                                                               |
|  |                | Rodríguez 10′ | (1 – 0) | 58′ Olivares | Guayaquil Publik: 15 000 Domare: Carlos Rivero Ángeles (Peru) | Guayaquil Publik: 15 000 Domare: Carlos Rivero Ángeles (Peru) |
|  |                |               |         |              | Guayaquil Publik: 15 000 Domare: Carlos Rivero Ángeles (Peru) | Guayaquil Publik: 15 000 Domare: Carlos Rivero Ángeles (Peru) |
|  |                |               |         |              | Guayaquil Publik: 15 000 Domare: Carlos Rivero Ángeles (Peru) | Guayaquil Publik: 15 000 Domare: Carlos Rivero Ángeles (Peru) |

|  | 10 augusti 1969 | Uruguay              | 2 – 0   | Chile | Estadio Centenario                                            |                                                               |
|  |                 | Cortés 44′ Rocha 90′ | (1 – 0) |       | Montevideo Publik: 62 693 Domare: Armando Marques (Brasilien) | Montevideo Publik: 62 693 Domare: Armando Marques (Brasilien) |
|  |                 |                      |         |       | Montevideo Publik: 62 693 Domare: Armando Marques (Brasilien) | Montevideo Publik: 62 693 Domare: Armando Marques (Brasilien) |
|  |                 |                      |         |       | Montevideo Publik: 62 693 Domare: Armando Marques (Brasilien) | Montevideo Publik: 62 693 Domare: Armando Marques (Brasilien) |